# Орестіада
Орестіада (грец. Ορεστιάδα), також Касторське озеро (грец. λίμνη της Καστοριάς) — озеро в номі Касторія (Греція), у Західній Македонії. Свою назву озеро отримало від гірських німф ореад.

## Географія
Озеро розташоване на висоті 625—630 м над рівнем моря. В західній частині озера розташований півострів, на якому знаходиться місто Касторія.
Площа дзеркала — 28 км², об'єм близько 100 млн. м³, глибина — 9-10 м. В озеро впадає 9 невеликих річок. Вважається, що озеро утворилося в міоцені близько 10 млн років тому.
Касторійський півострів з заходу та невеликий півострів зі сходу поділяють озеро на дві частини: велику північну та малу південну.

## Флора і фауна
В озері водяться риби і бобри, на честь яких і назване місто Касторія на його березі. У озера мешкають птахи: звичайна кваква, руда чапля, сіра чапля, білий лелека, звичайна крачка, либідь, пелікан та інші.
Внаслідок надмірного використання пестицидів сільськогосподарськими господарствами приозерних територій, значно скоротилась чисельність фауни. 2005 року вперше здійснено заходи з відновлення біорізноманіття озера Касторія. У березні 2010 року рибне господарство Арти випустило в озеро близько 15 000 вугрів; близько 50 000 ікринок форелі були випущені в озеро біля гребель поблизу населених пунктів Вассиліада, Герма та Врахос.

## Історичне значення
На березі озера розташована Церква Мавріотіси XI століття, один з пам'ятників грецького православ'я. Озеро настільки відомо, оскільки при його осушенні була знайдена дерев'яна табличка з Діспіліо. Вік знахідки визначений більш ніж в 5 тисяч років до нашої ери. Тобто це найдавніша писемність у світі з найдених на сьогодні (див. тертерійські написи).
Серед туристів, що відвідують Касторію, прогулянки по озеру користуються великою популярністю.